# هيو كوك
هيو كوك (بالإنجليزية: Hugh Cook)‏ (1942)؛ روائي كندي.